# El Morabito (Puente Genil)
El transformador de Industrias el Carmen, más conocido como «El Morabito», es una antigua instalación industrial situada en el municipio español de Puente Genil, en la provincia de Córdoba.

## Características
Se trata de un edificio industrial construido en 1921 por Rodrigo García Luque. Fue erigido para acoger un transformador de energía eléctrica procedente de una central ligada a la colonia industrial Nuestra Señora del Carmen. Parte de la electricidad producida iba destinada al núcleo urbano a través de este transformador. El edificio de «El Morabito», ubicado en la avenida de Manuel Reina, se trata de una pequeña construcción de estilo neomudéjar que cuenta con dos pisos más un torreón superior esquinado. En su fachada sobresalen los vanos formados por arcos de herradura y las almenas.